# (3673) Levy
(3673) Levy ist ein Asteroid des Hauptgürtels, der am 22. August 1985 vom amerikanischen Astronomen Edward L. G. Bowell an der Anderson Mesa Station (IAU Code 688) des Lowell-Observatoriums in Coconino County entdeckt wurde.
Im Dezember 2007 entdeckte ein vom tschechischen Astronomen Petr Pravec betreutes Astronomenteam, dass (3673) Levy einen Mond besitzt. Dieser Satellit mit der Bezeichnung S/2007 (3673) 1 besitzt einen Durchmesser von circa 3 km und umläuft Levy in 21,67 Stunden in einem Abstand von 20 km.
Benannt wurde der Asteroid nach dem kanadischen Astronomen David H. Levy, dem Mitentdecker des Kometen Shoemaker-Levy 9.